# Lijst van kunstwerken in het Mauritshuis/S
Lijst van kunstwerken in het Mauritshuis en de Galerij Prins Willem V in Den Haag met werken van kunstenaars van wie de naam begint met de letter S. Vermeldingen in het grijs geven aan dat het werk geen deel meer uitmaakt van de collectie, bijvoorbeeld omdat het in bruikleen gegeven is aan een andere instelling of omdat het teruggegeven is aan de bruikleengever.
| Inventaris-nummer | Maker                                                 | Titel | Datering      | Type          | Afbeelding |
| ----------------- | ----------------------------------------------------- | --- | ------------- | ------------- | ---------- |
| 888               | Pieter Saenredam                                      | Het interieur van de Cunerakerk in Rhenen                                                                     | 1655          | Schilderij    |            |
| 974               | Pieter Saenredam                                      | De Mariaplaats met de Mariakerk te Utrecht                                                                    | 1659          | Schilderij    |            |
| 538               | Cornelis Saftleven                                    | Landschap met herders en vee                                                                                  | 1660          | Schilderij    |            |
| 1123              | Herman Saftleven                                      | Gezicht op de Rijn bij Reineck                                                                                | 1654          | Schilderij    |            |
| 337               | Toegeschreven aan Fabrizio Santafede Naar Bartolommeo | De Heilige Familie                                                                                            | 1574-1634     | Schilderij    |            |
| 804               | Dirck Dircksz. Santvoort                              | Portret van een man Zie Portretten van een man en een vrouw                                                   | 1640          | Schilderij    |            |
| 805               | Dirck Dircksz. Santvoort                              | Portret van een vrouw Zie Portretten van een man en een vrouw                                                 | 1640          | Schilderij    |            |
| 1096              | Pieter van Santvoort                                  | Duinlandschap met een landweggetje                                                                            | 1629 (?)      | Schilderij    |            |
| 336               | Naar Sassoferrato                                     | Biddende Maria                                                                                                | 1624-1821     | Schilderij    |            |
| 156               | Jacob Savery (I)                                      | Sint Sebastiaanskermis                                                                                        | Ca. 1598      | Schilderij    |            |
| 1129              | Roelant Savery                                        | Dansende boeren voor een Boheemse herberg                                                                     | Ca. 1610      | Schilderij    |            |
| 1213              | Roelant Savery                                        | Vaas met bloemen in een stenen nis                                                                            | 1615          | Schilderij    |            |
| 157               | Roelant Savery                                        | Orpheus betovert de dieren met zijn muziek                                                                    | 1627          | Schilderij    |            |
| 800               | Cornelis Symonsz. van der Schalcke                    | Geslacht varken in een maanverlicht landschap                                                                 | 1644          | Schilderij    |            |
| 708               | Godfried Schalcken                                    | Portret van Diederick Hoeufft Zie Portretten van Diederick Hoeufft en Isabella Agneta Deutz                   | Ca. 1680      | Schilderij    |            |
| 709               | Godfried Schalcken                                    | Portret van Isabella Agneta Deutz Zie Portretten van Diederick Hoeufft en Isabella Agneta Deutz               | Ca. 1680      | Schilderij    |            |
| 160               | Godfried Schalcken                                    | De nutteloze zedenles'                                                                                        | Ca. 1680-1685 | Schilderij    |            |
| 161               | Godfried Schalcken                                    | Het bezoek van de dokter                                                                                      | Ca. 1680-1685 | Schilderij    |            |
| 162               | Godfried Schalcken                                    | Jonge vrouw met duiven                                                                                        | Ca. 1680-1685 | Schilderij    |            |
| 158               | Godfried Schalcken                                    | Portret van Willem III van Oranje-Nassau                                                                      | 1699          | Schilderij    |            |
| 159               | Godfried Schalcken                                    | Dame voor de spiegel bij kaarslicht                                                                           | 1699-1706     | Schilderij    |            |
| 550               | Johan Gregor van der Schardt                          | Portretbuste van Johann Neudörfer de Jongere                                                                  | Ca. 1570-1590 | Beeldhouwwerk |            |
| 1211              | Paulus Scheltus                                       | Plakkaat van de aanbesteding van de herbouw van het Mauritshuis                                               | 1708          | Drukwerk      |            |
| 1069              | Johann Heinrich Schepp                                | Portret van Arnout Vosmaer                                                                                    | Ca. 1772      | Beeldhouwwerk |            |
| 1134              | Aert Schouman                                         | Panorama bij Arnhem                                                                                           | 1776          | Tekening      |            |
| 669               | Hendrik Willem Schweickhardt                          | De Groenteverkoper                                                                                            | Ca. 1790      | Schilderij    |            |
| 1216              | Daniël Seghers en Jan Cossiers                        | Bloemencartouche rond een buste van Constantijn Huygens                                                       | 1644          | Schilderij    |            |
| 256               | Daniël Seghers en Thomas Willeboirts Bosschaert       | Bloemguirlande rond een beeltenis van de Madonna                                                              | 1645          | Schilderij    |            |
| 257               | Daniël Seghers                                        | Bloemencartouche rond een beeld van koning-stadhouder Willem III                                              | Ca. 1660      | Schilderij    |            |
| 1033              | Hercules Seghers                                      | Rivierdal | Ca. 1620      | Schilderij    |            |
| 269               | Jacob Seisenegger                                     | Portret van Elisabeth van Oostenrijk                                                                          | 1530          | Schilderij    |            |
| 270               | Jacob Seisenegger                                     | Portret van Anna van Oostenrijk                                                                               | 1530          | Schilderij    |            |
| 271               | Jacob Seisenegger                                     | Portret van Maximiliaan van Oostenrijk                                                                        | 1530          | Schilderij    |            |
| 832               | Michel Sittow                                         | Portret van een man                                                                                           | Ca. 1510      | Schilderij    |            |
| 410               | Karel Slabbaert                                       | Soldaten en andere figuren in de ruïne van een kasteel, met een zelfportret van de kunstenaar in de voorgrond | Ca. 1650      | Schilderij    |            |
| 751               | Karel Slabbaert                                       | Portret van een man                                                                                           | 1653          | Schilderij    |            |
| 258               | Frans Snyders                                         | Stilleven met wild en een jager                                                                               | 1614          | Schilderij    |            |
| 794               | Atelier van Frans Snyders                             | Stilleven met een dode reebok                                                                                 | Ca. 1650      | Schilderij    |            |
| 340               | Francesco Solimena                                    | De annunciatie                                                                                                | Ca. 1693      | Schilderij    |            |
| 163               | Jan Gabrielsz. Sonjé                                  | Een vallei | 1640-1697     | Schilderij    |            |
| 164               | Jan Frans Soolmaker                                   | Italiaans landschap met herders                                                                               | 1650-1685     | Schilderij    |            |
| 755               | Pieter Soutman                                        | Portret van een vrouw                                                                                         | Ca. 1625-1630 | Schilderij    |            |
| 519               | Guillaume de Spinny                                   | Portret van Wilhelmina van Pruisen                                                                            | 1769          | Schilderij    |            |
| 553               | Jan Steen                                             | Dansende boeren voor een herberg                                                                              | Ca. 1646-1648 | Schilderij    |            |
| 664               | Jan Steen                                             | Dorpskermis                                                                                                   | Ca. 1648      | Schilderij    |            |
| 1111              | Jan Steen                                             | De waarzegster                                                                                                | Ca. 1650-1654 | Schilderij    |            |
| 165               | Jan Steen                                             | Een kiezentrekker                                                                                             | 1651          | Schilderij    |            |
| 818               | Jan Steen                                             | Het oestereetstertje                                                                                          | Ca. 1658-1660 | Schilderij    |            |
| 166               | Jan Steen                                             | De hoenderhof                                                                                                 | 1660          | Schilderij    |            |
| 167               | Jan Steen                                             | Het zieke meisje                                                                                              | Ca. 1660-1665 | Schilderij    |            |
| 168               | Jan Steen                                             | Het doktersbezoek                                                                                             | Ca. 1660-1670 | Schilderij    |            |
| 779               | Jan Steen                                             | Sisterspelende vrouw                                                                                          | Ca. 1662      | Schilderij    |            |
| 169               | Jan Steen                                             | Soo de Oude songe, soo pypen de jonge                                                                         | Ca. 1663-1665 | Schilderij    |            |
| 170               | Jan Steen                                             | Het leven van de mens                                                                                         | Ca. 1665      | Schilderij    |            |
| 920               | Jan Steen                                             | De kandeelmakers                                                                                              | Ca. 1665-1670 | Schilderij    |            |
| 742               | Jan Steen                                             | "Soo voer gesongen, soo na gepepen"                                                                           | Ca. 1668-1670 | Schilderij    |            |
| 1167              | Jan Steen                                             | Mozes en de kroon van de farao                                                                                | Ca. 1670      | Schilderij    |            |
| 736               | Jan Steen                                             | De dronken vrouw                                                                                              | Ca. 1673-1675 | Schilderij    |            |
| 171               | Hendrik van Steenwijck (II)                           | Een imaginair stadsplein met gebouwen                                                                         | 1614          | Schilderij    |            |
| 172               | Dirck Stoop                                           | Gezicht op het klooster Belem bij Lissabon                                                                    | Ca. 1660-1670 | Schilderij    |            |
| 173               | Abraham Storck                                        | Schepen op de rede                                                                                            | 1683          | Schilderij    |            |
| 174               | Abraham Storck                                        | Strandgezicht met boten                                                                                       | 1683          | Schilderij    |            |
| 291               | Herman van Swanevelt                                  | Bosrijk landschap met herders                                                                                 | Ca. 1630-1640 | Schilderij    |            |
| 175               | Herman van Swanevelt                                  | Italiaans landschap                                                                                           | 1650          | Schilderij    |            |
| 657               | Michael Sweerts                                       | Italiaanse herders met een man die zich vlooit                                                                | Ca. 1650-1654 | Schilderij    |            |
| 1121              | Michael Sweerts                                       | Damspelers | 1652          | Schilderij    |            |
| 886               | Michael Sweerts                                       | Boerenfamilie met een man die zich vlooit                                                                     | Ca. 1656-1660 | Schilderij    |            |